# 王保佳
王保佳（1957年—），河北涞源人，汉族，中华人民共和国政治人物、第十二届全国人民代表大会内蒙古地区代表。
毕业于长春光机学院会计学专业，加入中国共产党。2013年，被选为全国人大代表。